# Viktor Kalivoda
Viktor Kalidova (Slaný, 1977. szeptember 11. – Valdice, 2010. szeptember 26.) cseh sorozatgyilkos, aki 3 embert lőtt le. 2004-ben szerepelt a cseh Legyen Ön is milliomos!-ban.

## Fiatalkora
Kalidova Slanýban született, ahol a helyi gimnáziumban tanult. Kitűnő volt fizikából és matematikából. Osztálytársai csendes, visszahúzódó, magányos gyereknek írták le.
1996-ban érettségizett. Ezután a brünni Masaryk Egyetem Informatikai Karán és a České Budějovice-i Dél-csehországi Egyetem Pedagógiai Karán tanult, mielőtt rendőrként dolgozott Prágában. Többször próbált meg öngyilkos lenni, egyszer le akart ugrani a Nuslei hídról.
2004-ben a cseh Legyen ön is milliomos 333. és 334. részében játszott, ahol 320 000 cseh koronát nyert.

## Gyilkosságok
Két nappal azután, hogy betöltötte 28. születésnapját, eldöntötte, hogy embereket fog ölni. 2005. október 13-án agyonlőtt egy idősebb házaspárt a Nedvědice melletti erdőben. Október 16-án lelőtt egy kutyát sétáltató férfit Malíkovicében.
Október 20-án szemtanúk vallomásai alapján letartóztatták Slanýban, a Vikova 272. szám alatti panelház előtt, ahol lakott. Egy Glock 34-et találtak a házban.

## Tárgyalás és halál
A tárgyalás 2006-ban kezdődött. Kalivoda a tárgyaláson nem ismerte el indítékait, de azt mondta, hogy a hármas gyilkosság előtt a prágai metróban akart lövöldözni, különösen a C vonalon. Többször elrejtett egy pisztolyt egy újsággal a metróban, de nem vette a bátorságot hozzá.
Nem bánta meg a gyilkosságokat. 2006-ban életfogytiglani börtönbüntetésre ítélték.
Börtönlevelekben bevallotta, hogy gyilkosságait Olga Hepnarová cseh tömeggyilkos ihlette.
2010. szeptember 26-án Kalidova a börtönben öngyilkos lett úgy, hogy felvágta az ereit.

## Fordítás
Ez a szócikk részben vagy egészben  a   Viktor Kalivoda című angol Wikipédia-szócikk ezen változatának fordításán alapul.  Az eredeti cikk szerkesztőit annak laptörténete sorolja fel. Ez a jelzés csupán a megfogalmazás eredetét és a szerzői jogokat jelzi, nem szolgál a cikkben szereplő információk forrásmegjelöléseként.